# 치체랄레
치체랄레(이탈리아어: Cicerale)는 이탈리아 캄파니아주 살레르노도에 위치한 코무네다.